# لي ميجر
لي ميجر (بالإنجليزية: Lee Meager)‏ مواليد 18 يناير 1978 في مانشستر الكبرى، إنجلترا، هو ملاكم محترف إنجليزي يصنف ضمن فئة الوزن الخفيف بدأ مسيرته الاحترافية سنة 2000 حيث انتصر في نزاله الأول.

## المسيرة الاحترافية
من نزالاته:
- انتصر على بيتر باكلي (28-11-2003).
- انتصر على بيتر باكلي (10-05-2002).

## إحصائيات
خاض خلال مسيرته 26 نزالا، فاز في 21 وتعادل في 2 وخسر في 3. فاز بالضربة القاضية في 8 نزالا.

## روابط خارجية
- لي ميجر على موقع بوكس ريك (الإنجليزية) (registration required)